# 狗頭人 (龍與地下城)
狗头人（Kobold）又稱寇伯，原本為與侏儒、地精相類似的生物，後來為角色扮演游戏《龙与地下城》所採用，由人頭改為狗頭，漸漸演變成現今鱷魚頭的形象，並在一般人的認知取代了原本的模樣。

## 普遍形象
狗头人身材短小，个性胆小、狡猾，有虐待其他生物的倾向。
狗头人的皮肤呈鳞片状，颜色从暗褐色到黑色。头部像狗，有两个浅色的小角，眼睛发亮，尾巴笔直似鼠。狗头人的衣服十分粗糙，偏爱红色与橘色，会说龙语，但声音就像汪汪叫的狗。它们食性很杂，但不喜欢吃智慧生物。狗头人讨厌几乎所有其他类人生物或者精类生物，特别是侏儒和小妖精。
狗头人畏光，害怕明亮的光线。

## 战斗方式
狗头人喜欢用压倒性的数量以及小诡计对敌人进行攻击，当数量低于一定程度，通常就会逃跑。
它们一开始会用投石索进行攻击，直到对手势弱的时候才会接近。只要情况允许，它们会埋伏在靠近陷阱的地方，打算把敌人引入陷阱，然后其他等在那儿的狗头人会把准备好的火油扔向敌人，或者直接倾倒毒虫。

## 社会结构
狗头人住在阴暗的地域，比如地底或者树叶茂盛的森林。它们都是出色的矿工，而且经常会住在挖掘的矿坑内。一个狗头人部落包含十个氏族，各氏族都会组成战斗小队，负责巡逻巢穴周围10英里半径的范围，攻击任何进入其地盘的智慧生物。它们通常会杀了俘虏充当食物，偶尔也会把俘虏当奴隶卖出去。狗头人生性卑鄙，大多数生物都不信任它们。
在一个狗头人巢穴中，每十个成年个体就会有一个无法战斗的幼仔以及一只蛋。
狗头人的守护神是克图玛，它鄙视狗头人以外的任何生物。

## 其他作品
山田章博《東方眩暈錄》(EAST of EAST)譯為狐暴流人（コボルト） 。